# Gilbert (évêque de Poitiers)
Pour les articles homonymes, voir Gilbert.
Pour les autres membres de la famille, voir Famille des Isembert.
Gilbert ou Gislebert ou Giselbert est évêque de Poitiers de 975 à 1022. Très proche des comtes de Poitiers, il est le premier d'une famille, la famille des Isembert, qui monopolise le siège épiscopal de Poitiers jusqu'en 1086.

## Biographie
Gilbert ou Giselbert est probablement né vers 940. Ses trois frères, Gaucelme, Isembert et Manassé, sont cités assez souvent avec lui dans l’entourage des comtes de Poitiers Guillaume IV d'Aquitaine et Guillaume V d'Aquitaine,. On a parfois fait de lui le neveu de son prédécesseur l'évêque Pierre, mais cette parenté n'est pas prouvée,. Sa famille est possessionnée en Poitou, aux environs de Chauvigny et d'Angles-sur-l'Anglin,.
Gilbert est cité comme archidiacre de Poitiers en 969 et en devient évêque en 975,,. En juin 989, il participe à un concile provincial à Chartres. En mars 1011, il organise lui-même un synode à Poitiers. L'année suivante, en 1012, il consacre à Poitiers l’évêque de Limoges Géraud,. 
Gilbert, familier des comtes de Poitiers, semble être un simple exécutant de leurs volontés, mais a leur confiance. Il est cité dans soixante-quatorze chartes comme évêque, mais le plus souvent, dans soixante-quatre d'entre elles, il est un témoin d'une décision prise par les comtes ou les comtesses de Poitiers. Il ne joue un rôle plus important que dans dix chartes, qui concernent surtout l'abbaye Saint-Cyprien de Poitiers. 
Gilbert meurt à la fin de l'année 1022 et il est enterré dans l'abbaye de Maillezais,. Son archidiacre et neveu Isembert Ier, fils d'Isembert, lui succède,. Le neveu de ce dernier, Isembert II, est à son tour évêque de Poitiers de 1047 à 1086,. Dans les deux cas, la continuité est préparée par la fonction d'archidiacre conférée au neveu sous l'épiscopat de l'oncle.